# Sveučilište u Ljubljani
Sveučilište u Ljubljani (slov. Univerza v Ljubljani, lat. Universitas Labacensis) nalazi se u Ljubljani i najstarije je i najveće slovensko sveučilište. Utemeljeno je 1919., a čine ga 23 fakulteta i 3 akademije.  Također, u sklopu Sveučilišta djeluju Botanički vrt, Središnja tehnička knjižnica, Nacionalni institut za biologiju, Narodna i sveučilišna knjižnica, Računalski centar, Istraživačko-razvojni centar te Povijesni arhiv i muzej Sveučilišta.

## Povijest
Visoko obrazovanje u Ljubljani započinje 1704. osnivanjem filozofskoga studija na Isusovačku kolegiju, s katedrama za logiku i crkveno pravo, matematiku i fiziku (1705.) te mehaniku (1766.). Studij teologije izvodio se zajedno filozofskim studijem. U XVIII. st. uveden je i studij medicine s kirurgijom. Pučko sveučilište u Ljubljani, isprva pod imenom Écoles centrales (fr. za »Središnje učilište«), osnovano je 1810., u trenutku slovenske pripadnosti Napoleonovim Ilirskim pokrajinama, kojima je Ljubljana bila glavnim gradom. Rektorom u vrijeme francuske uprave bio je gorički nadbiskup Jožef Balant. Austrijskim osvajanjem Slovenije sveučilište je zatvoreno. 
Narodno vijeće Države SHS na 55. sjednici, 16. lipnja 1919., izglasalo je jednoglasno (153 glasa) Zakon o Univerzi Kraljestva Srbov, Hrvatov in Slovencev v Ljubljani (Zakon o Sveučilištu Kraljevstva Srba, Hrvata i Slovenaca u Ljubaljni), s Pravnim, FIlozofskim, Tehničkim, Teološkim i dvogodišnjim Medicinskim fakultetom. Regent Aleksandar potpisuje Zakon 23. srpnja 1919., te se taj nadnevak uzima za osnivački. Kraljevom odlukom 31. kolovoza imenovani su prvi predavači, 12. studenoga izabran je rektor i dekani, a prvo predavanje održano je 3. prosinca. Prve studijske godine (1919./1920.) upisano je 942 studenata, od čega 914 studenata i 28 studentica.
Odlukom komunističkih vlasti 1949. Teološki fakultet isključen je sa Sveučilišta (u Italiji i Argentini djelovao je Teološki fakultet u iseljeništvu), da bi nakon stjecanja slovenske neovisnosti, u studenome 1992., fakultet ponovno postao njegovom sastavnicom.
Povijesna imena Sveučilišta
- Univerza Kraljevine Srbov, Hrvatov in Slovencev v Ljubljani (Sveučilište Kraljevina Srba, Hrvata i Slovenaca u Ljubljani), lat. Universitas Labacensis (1919. – 1929.);
- Univerza kralja Aleksandra I. v Ljubljani (Sveučilište kralja Aleksandra I. u Ljubljani), lat. Universitas Alexandrina (1929. – 1941.);
- R. universita di Lubiana (tal.), Kraljeva univerza v Ljubljani (Kraljevsko sveučilište u Ljubljani; 1941. – 1943.);
- Universität Laibach (njem.), Univerza v Ljubljani (Sveučilište u Ljubljani; 1943. – 1945.);
- Univerza v Ljubljani (Sveučilište u Ljubljani; 1945. – 1979.);
- Univerza Edvarda Kardelja v Ljubljani (Sveučilište Edvarda Kardelja u Ljubljani; 1979. – 1990.).

## Vanjske poveznice
- Službena stranica